# 枚方市立山田東小学校
枚方市立山田東小学校（ひらかたしりつ やまだひがししょうがっこう）は、大阪府枚方市田口三丁目にある公立小学校。
枚方市で43番目の公立小学校として、従来の枚方市立山田小学校および枚方市立交北小学校の校区の一部を再編し、1980年に開校した。

## 沿革
- 1980年4月1日 - 枚方市立山田東小学校として、現在地に開校。
- 1980年7月5日　開校記念式挙行。この日を創立記念日とする。
- 1982年4月1日 - 留守家庭児童会を併設。

## 通学区域
- 枚方市 甲斐田新町、須山町（一部）、田口1丁目（一部）、田口2丁目-4丁目、出屋敷西町1丁目・2丁目。

卒業生は基本的に枚方市立山田中学校に進学する。

## 交通
- 京阪バス 田ノ口バス停。
- 京阪本線 御殿山駅 東へ約3km。
- 片町線（学研都市線） 藤阪駅 北西へ約3km。